# Telemetro
Telemetro es un canal de televisión abierta panameño, propiedad de Corporación Medcom. Es la estación de televisión insignia del grupo de medios y fue fundada en 1981.

## Historia
Telemetro fue fundado el 13 de octubre de 1981, es lanzada al aire la estación en el canal 13 VHF de Ciudad de Panamá, originalmente fue un canal metropolitano de suscripción que emitía películas, deportes y eventos especiales sin cortes comerciales. Originalmente transmitía seis horas al día. Los suscriptores pagaban entre 6 y 10 balboas al mes. La política original del canal era de no emitir programación generalista (telenovelas, unitarios, caricaturas, informativos) optando por programación cultural: largometrajes, eventos deportivos y artísticos sin editar, sin interrupciones comerciales (solo se mostraban promociones para el canal) y sólo para suscriptores. El formato original de Telemetro era muy parecido al de HBO en Estados Unidos, un servicio de televisión prémium. Este formato fue abandonado a partir de fines de 1982, en favor de un formato más competitivo financiado por publicidad.
La expansión de Telemetro comenzó con su llegada a Colón en 1983 e incluía varios identificadores nuevos donde se incluyó la frecuencia VHF donde transmitía en aquella ciudad (canal 7). Se preparó una edición especial del programa Los grandes de la música donde se mantuvo comunicación entre el Estudio de Calle 50 y la Ciudad de Colón. El departamento de noticias se dedicó a producir segmentos donde se mostraba a las familias de la provincia sintonizando el canal.
Luego del derrocamiento de la dictadura de Manuel Noriega en Panamá, Telemetro obtiene una concesión de frecuencias para distribuir su señal en las provincias centrales. El canal hizo su primera transmisión y presentación en vivo para todo el país con el Festival Tierra Adentro durante dos días, realizado en Chitré el 31 de agosto y 1 de septiembre de 1991.
Tiempo Después, Telemetro logra frecuencias en el área de Chiriquí y Bocas.
La estrategia de esta inauguración de señal fue similar a la utilizada en Tierra Adentro pero, orientada a esas regiones. Los espectáculos se realizaron el 5 y 6 de diciembre de 1992, y representaron un hito, no solo en la provincia sino, a nivel de transmisiones televisivas en vivo.
En 1997, Telemetro  y sus canales hermanos fueron agrupados para formar la Corporación Medcom, empresa propiedad de la familia Revilla y Eleta.
A partir de mediados de la década del 2000, el canal logra posicionarse con la alianza con Televisa en la transmisión de sus telenovelas y, más adelante, producciones colombianas por RCN Televisión.
En junio de 2007, Telemetro inició el programa Tu Mañana dirigido a la cocina y al entretenimiento.
En 2011, Telemetro cumple 30 años y festeja su aniversario con la transmisión de televisión en HD.
En la actualidad se autodefine como Parte de tu vida y cuenta con un gran número de programas de producción local como los noticieros, reality shows, y de entretenimiento.

## Señal
Lanzado el 4 de abril de 2011, Telemetro fue el primer canal panameño en transmitir su señal en HD por el canal 321 de Cable Onda, con programación en conexión en vivo con la señal estándar.
Actualmente la señal se emite en el canal 1013 de Cable Onda y en el canal 13 de la cableoperadora +Movil.

## Estudios
El canal tiene sus estudios mayores y control central en la Avenida 12 de Octubre, en la Ciudad de Panamá.